# لاديسلاف بافلوفيتش
لاديسلاف بافلوفيتش، من مواليد 8 أبريل 1926، لاعب كرة قدم تشيكوسلوفاكي سابق.
لعب مع منتخب تشيكوسلوفاكيا لكرة القدم 14 مباراة وسجل هدفين.

## روابط خارجية
- لاديسلاف بافلوفيتش على موقع الاتحاد الأوربي (الإنجليزية)
- لاديسلاف بافلوفيتش على موقع الاتحاد التشيكي (الإنجليزية)
- لاديسلاف بافلوفيتش على موقع قاعدة بيانات كرة القدم.إي يو (الإنجليزية)
- لاديسلاف بافلوفيتش على موقع ناشيونال فوتبول تيمز (الإنجليزية)
- لاديسلاف بافلوفيتش على موقع عالم كرة القدم.نت (الإنجليزية)